# Церковь Трёх Крестов
Церковь Трёх Крестов (фин. Kolmen Ristin kirkko), также известная под названием Церковь Вуоксенниска — один из самых выдающихся образцов модернистской церковной архитектуры Европы. Построена в пригороде южнокарельского города Иматра по проекту и под наблюдением признанного мастера скандинавской архитектурной школы Алвара Аалто в 1958 году. В роли исполнителя проекта выступила местная строительная компания «Исола» (фин. Isola). Церковь получила своё название по трём крестам, установленным в алтаре.

## Архитектура
Внутреннее помещение церкви делится на три последовательные части, которые могут быть отделены друг от друга раздвижными стенами, что позволяет организовать пространство исходя из нужд прихожан. Всего церковь вмещает до 800 человек, в алтарной части могут разместиться до 240. Алтарь поднят над уровнем пола незначительно, его площадка выполнена из мрамора. Скамьи для молящихся сделаны из ценных местных пород дерева. Уникальность церкви придают многочисленные (более сотни) окна, значительно отличающиеся по форме и размерам. Остеклению и размещению световых приборов Аалто традиционно придавал огромное значение: в ходе тщательных наблюдений за изменением освещения в течение дня и архитектурных и дизайнерских экспериментов он добивался уникальной игры света и тени. К церкви пристроена 34-метровая колокольня в виде хвостового оперения стрелы, на ней располагаются три небольших колокола.

Детали интерьера
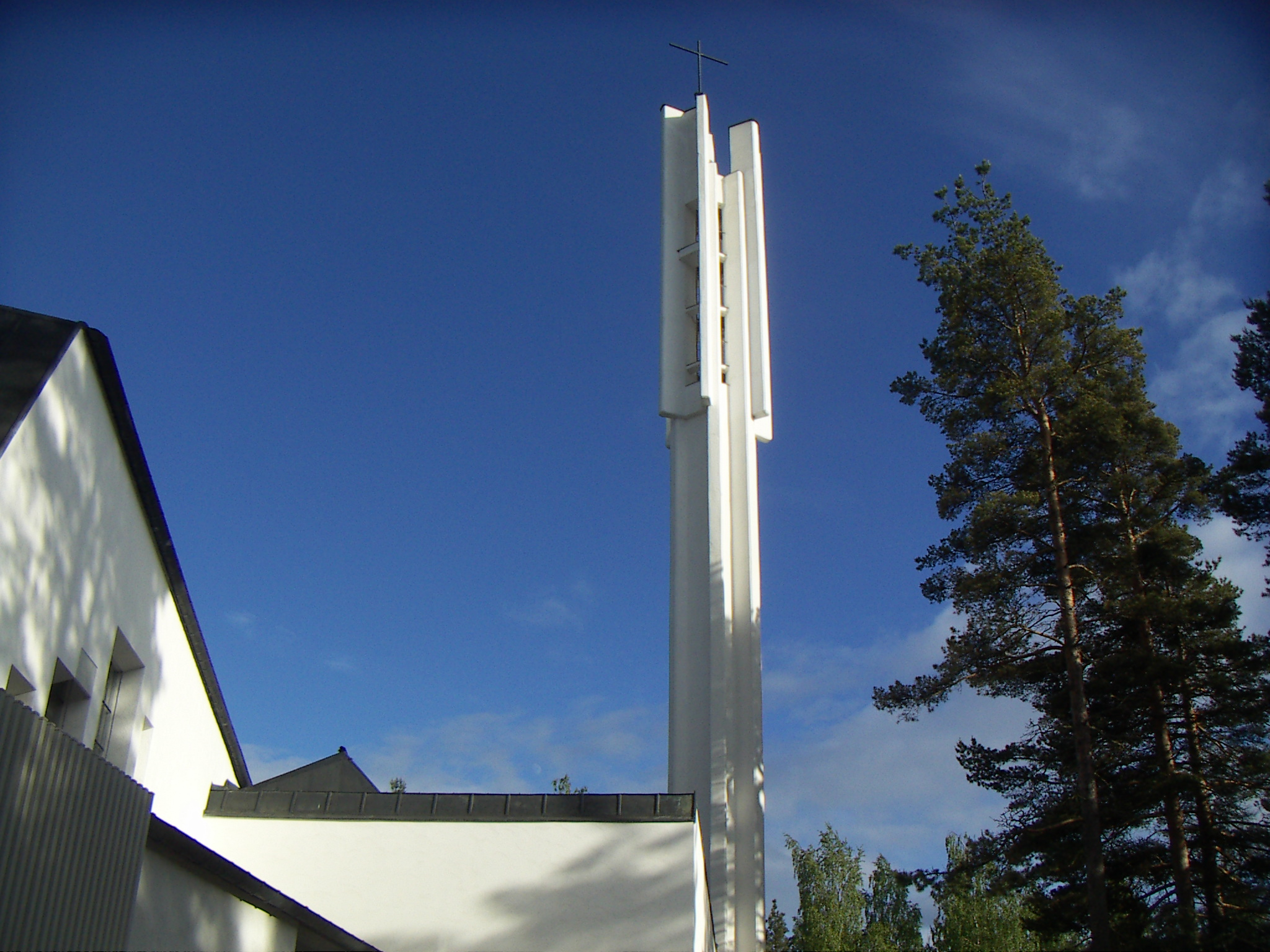
Колокольня
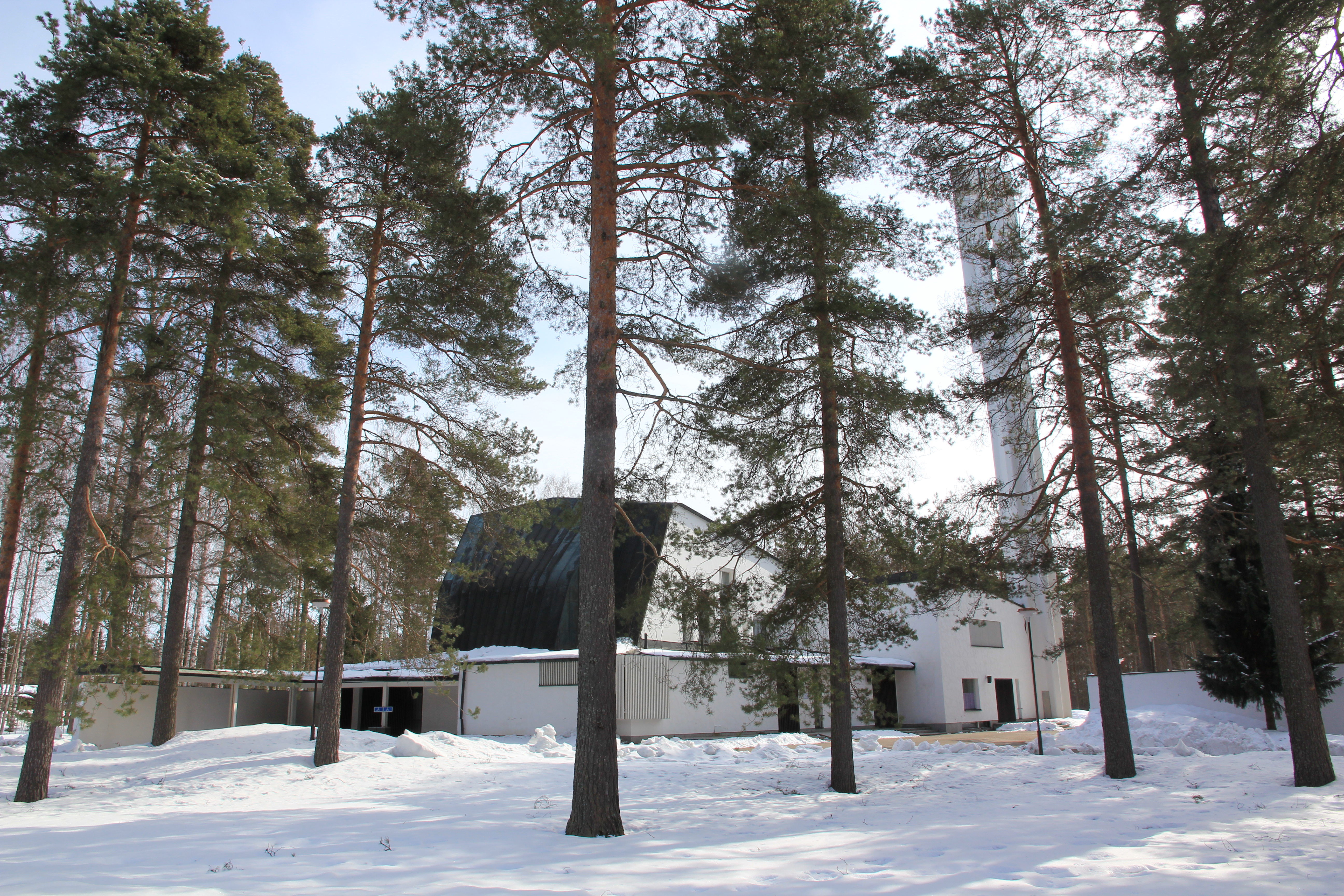
Вид церкви зимой
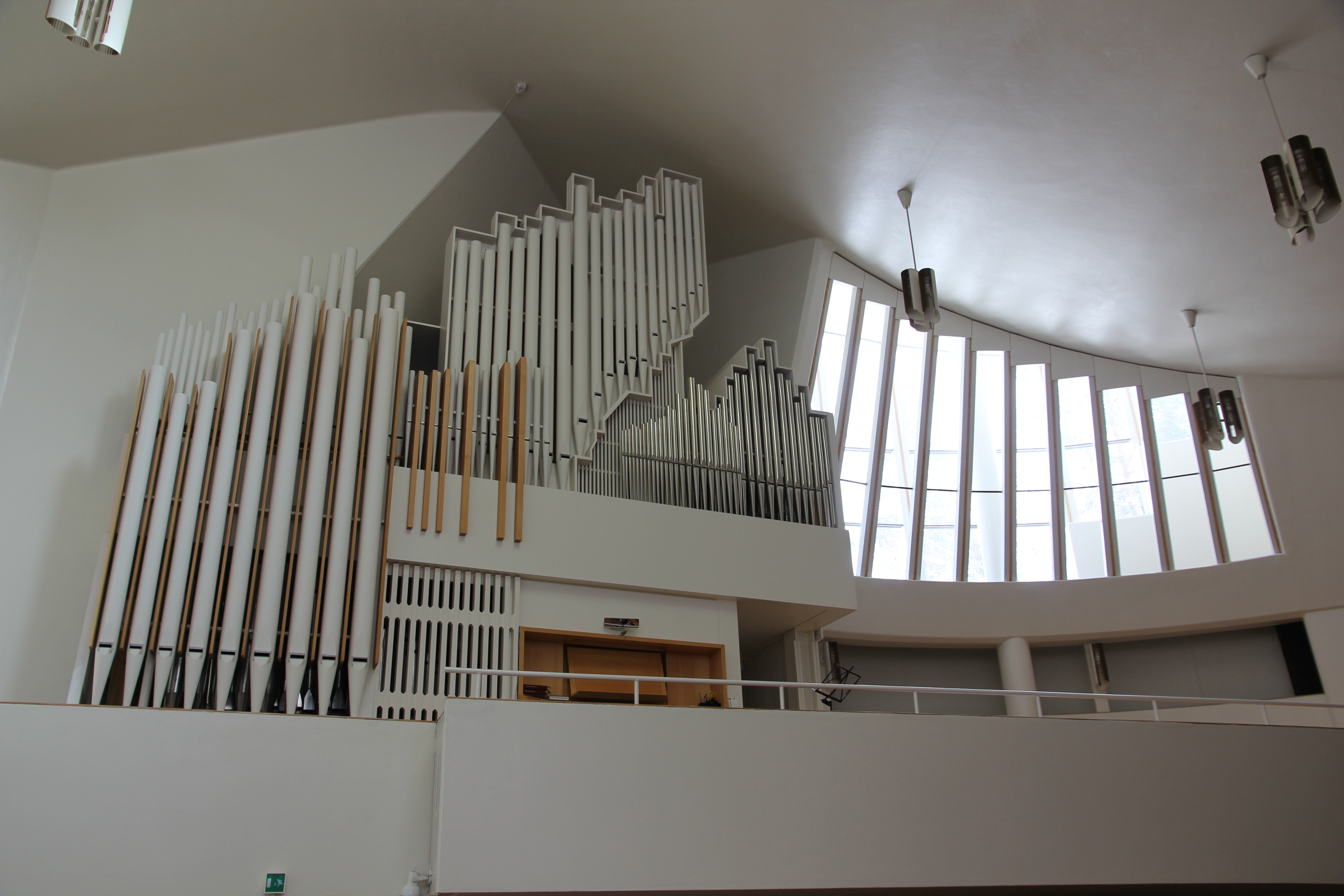
Церковный орган
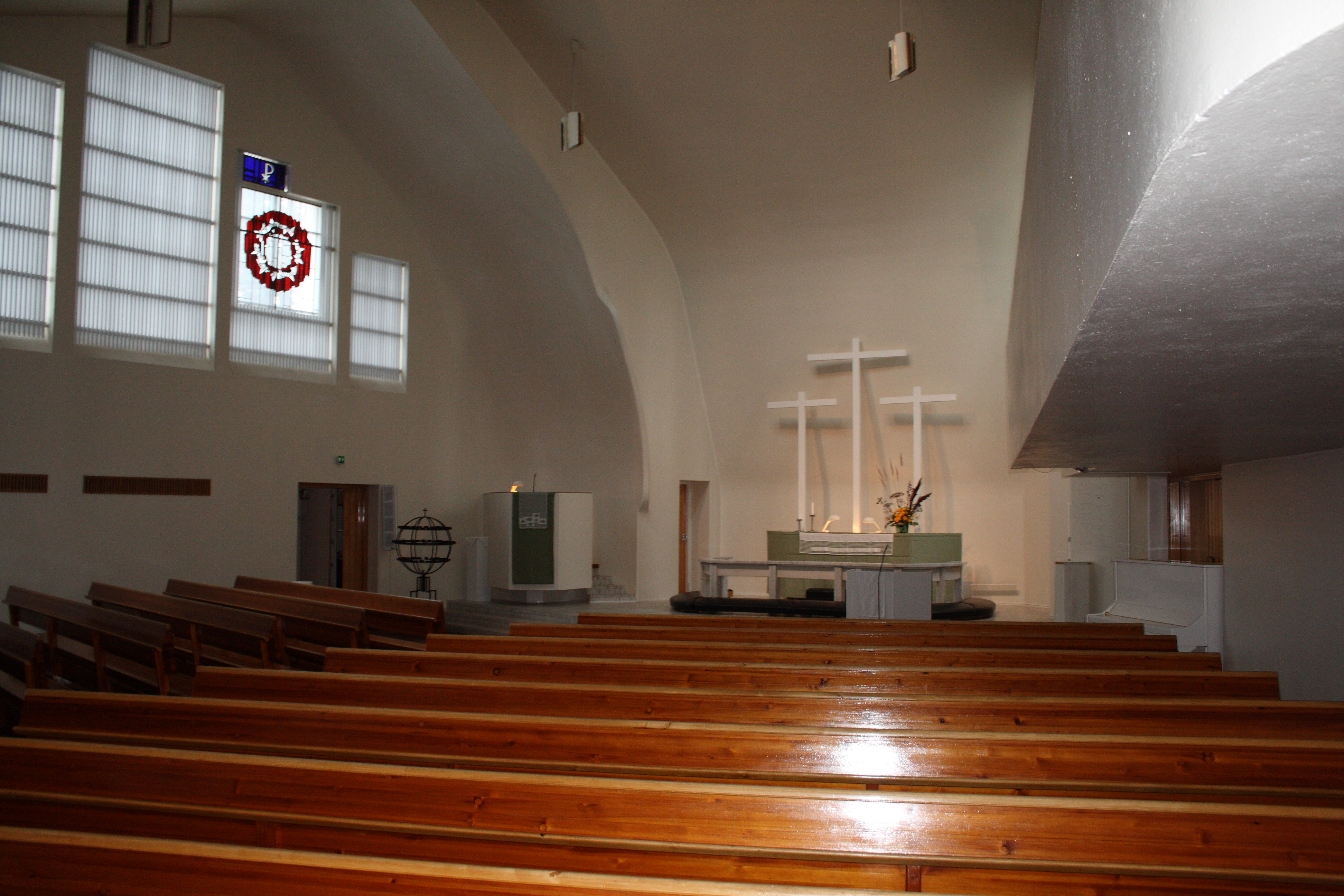
Интерьер церкви
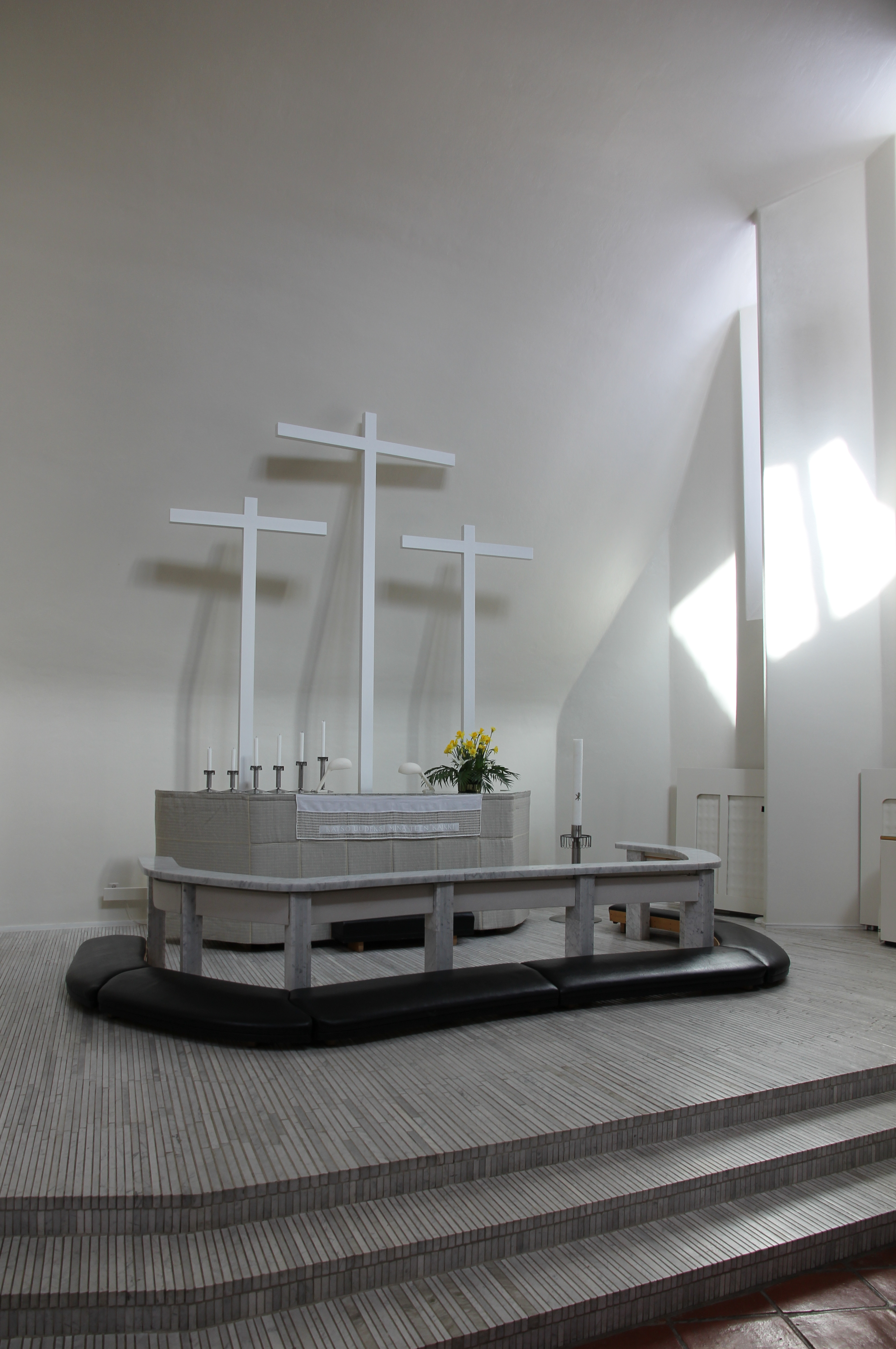
Алтарь с тремя крестами
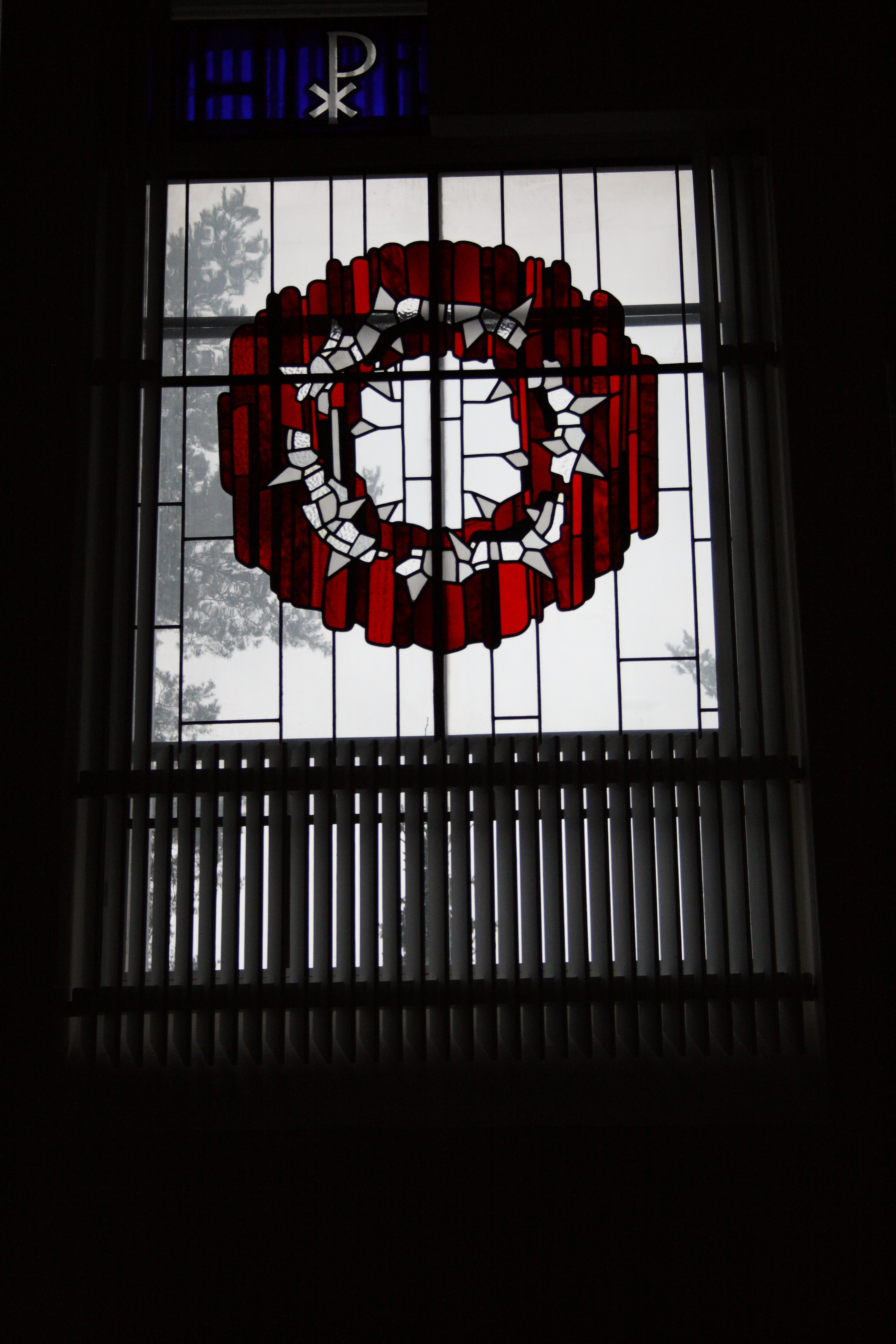
Витраж